# Sukulenty

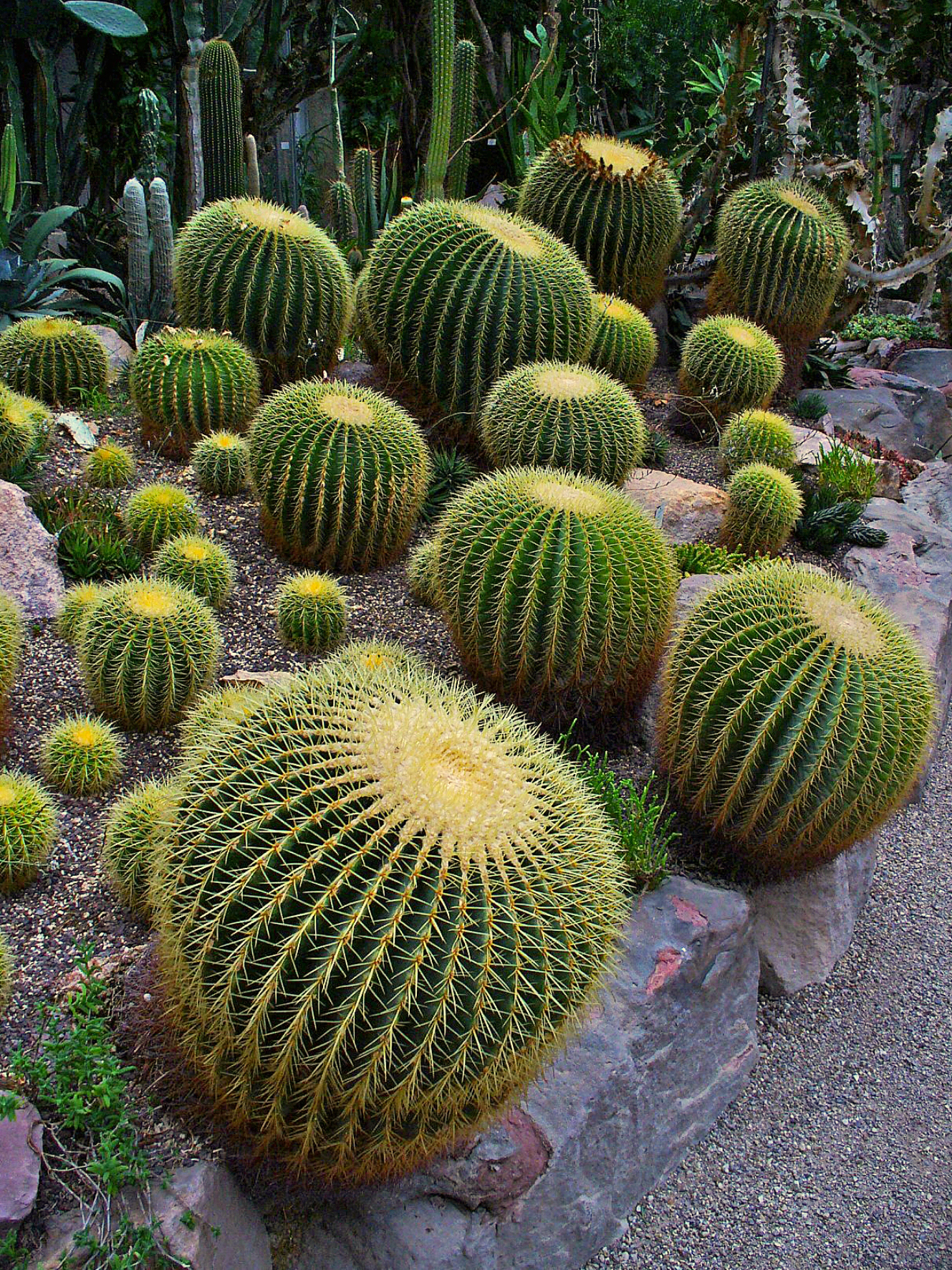
Echinocactus grusonii – sukulent łodygowy

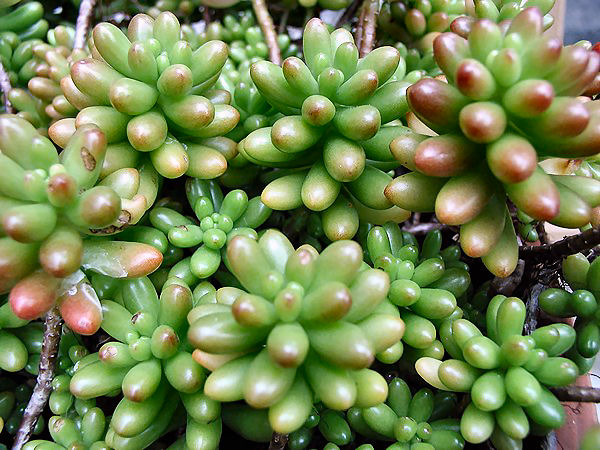
Sedum rubrotinctum – sukulent liściowy

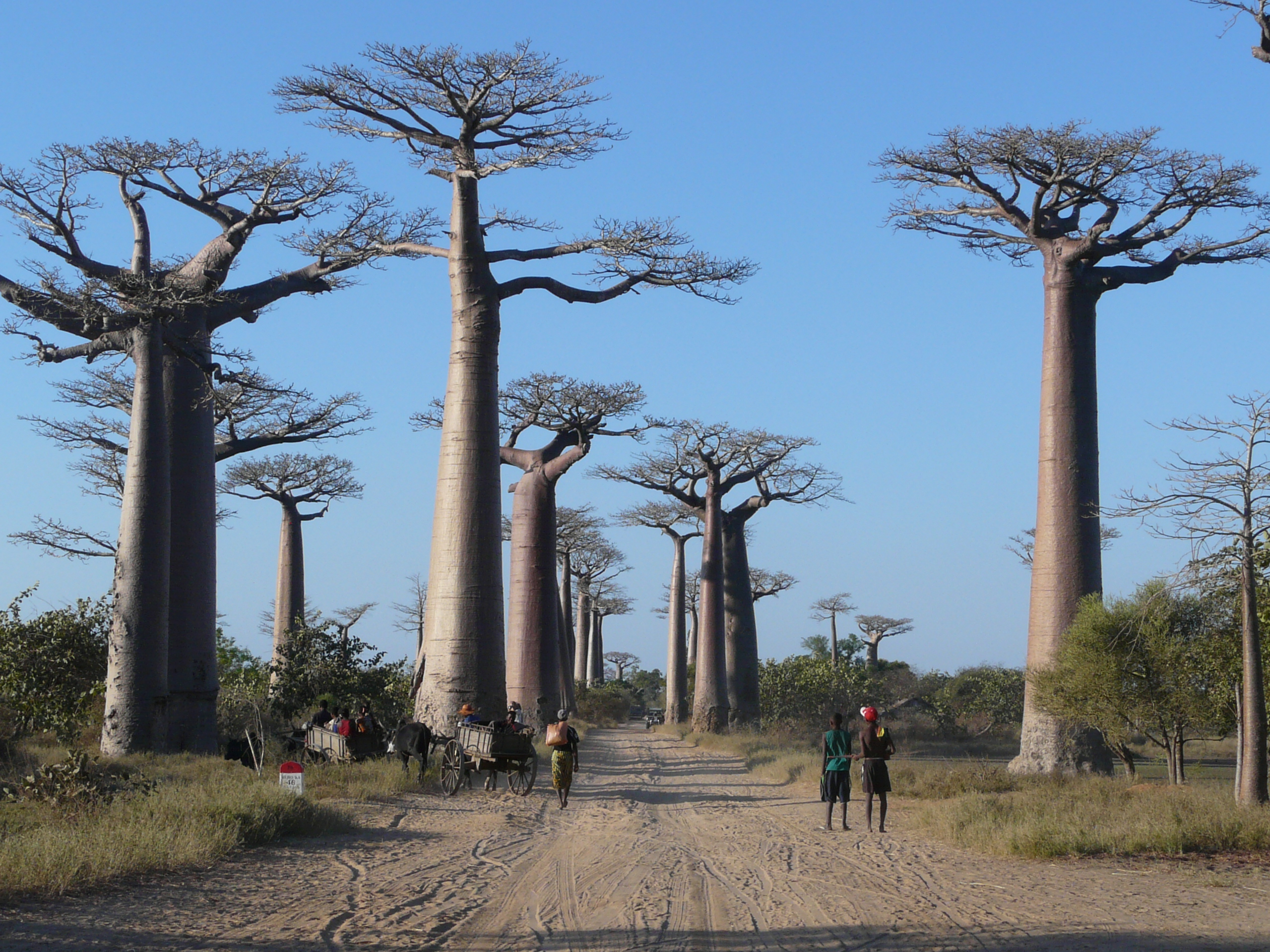
Baobab Grandidiera – sukulent drzewiasty

Sukulenty, rośliny gruboszowate (łac. succulentus – soczysty) – grupa kserofitów, rośliny, które przystosowały się do życia w warunkach ograniczonej dostępności wody wykształcając tkankę wodną służącą do jej gromadzenia oraz szereg dalszych adaptacji w budowie i fizjologii. Występują najczęściej na obszarach pustynnych, jednak spotykane są we wszystkich strefach klimatycznych, choć rzadko w Australii i w rejonach chłodnych. Dominują wśród nich rośliny dwuliścienne, zwykle rośliny zielne, rzadko drzewa. Wielu przedstawicieli sukulentów uprawia się jako rośliny ozdobne.

## Problemy terminologiczne
Ścisłe zdefiniowanie sukulentów jest trudne i definicja tej grupy roślin ma różny zakres u różnych autorów. Niemożliwe jest zresztą z natury wyraźne rozdzielenie roślin gruboszowatych od tych, które nimi nie są, ze względu na obecną u wielu roślin budowę i cechy pośrednie między sukulentami i mezofitami (roślinami siedlisk średnio- i zmiennowilgotnych). W efekcie nierzadko różni autorzy różnie klasyfikują te same gatunki roślin. Niektóre źródła definiują sukulenty jako rośliny magazynujące wodę tylko w łodydze i liściach, podczas gdy inne zaliczają tu także sukulenty korzeniowe. W tym drugim przypadku trudno takie sukulenty odróżnić od geofitów, o zgrubiałych organach podziemnych, które jednak nie służą głównie do magazynowania wody. Nie można utożsamiać sukulentów z roślinami kserofitycznymi, bowiem wiele roślin przystosowanych do znoszenia częstych lub długotrwałych susz reprezentuje też inne od sukulentów adaptacje (np. suchorośla i malakofity). Z kolei do roślin gruboszowatych, zaliczane bywają też rośliny różnych siedlisk, jak np. gatunek Crassula helmsii będący rośliną wodną. Większość autorów zalicza do sukulentów tylko te gatunki, których adaptacje związane z gromadzeniem wody służą przetrwaniu okresowych jej niedostatków, stąd traktowane są jako wyraźnie odrębne słonorośla sukulentowate.
Różnice w definiowaniu sukulentów zaznaczają się między źródłami botanicznymi, które zaliczają tu wszystkie rośliny o określonych adaptacjach i budowie, niezależnie od ich klasyfikacji biologicznej, od publikacji hobbystycznych i ogrodniczych nierzadko wyodrębniających „kaktusy” (przedstawicieli kaktusowatych jako grupę odrębną od „sukulentów”).

## Przystosowania sukulentów do suszy
Sukulenty znoszą długotrwałe susze dzięki możliwości gromadzenia zapasów wody w okresach kiedy jest ona dostępna w mięsistych organach (łodydze, liściach, ew. korzeniach). Organy te zawierają miękisz wodny (tkankę wodną). Tkanka ta, wykształcając się w liściach, mniej lub bardziej wyróżnia się od otaczającego ją miękiszu asymilacyjnego. Występując w łodydze powstaje w obrębie walca osiowego lub w korze pierwotnej. Organy zawierające tkankę wodną są grube i mięsiste, często walcowate lub kuliste.
Poza gromadzeniem wody sukulenty bardzo oszczędnie nią gospodarują. Cechują się bardzo małymi stratami wody – ich transpiracja dzienna wynosić może do zaledwie 1/9300 części ciężaru całej rośliny. Dzieje się tak za sprawą redukcji powierzchni (liści i rozgałęzień), wykształcania wielowarstwowej epidermy pokrytej grubą kutykulą, obecnością tylko bardzo nielicznych szparek, często zagłębionych i opatrzonych włoskami obniżającymi dyfuzję pary wodnej.
Systemy korzeniowe sukulentów są zwykle płytkie, ale bardzo rozległe. W czasie suszy końce korzeni zamierają, ale w krótkim czasie w przypadku kontaktu z wodą się rozwijają i są w stanie bardzo wydajnie ją pobierać z dużej powierzchni.
Sukulenty cechują się spowolnionym metabolizmem, co sprawia, że ich produkcja materii organicznej i wzrost są bardzo słabe. Wobec ograniczonej wymiany gazowej, zapobiegającej utracie wody, prowadzą specyficzną gospodarkę gazową związaną z systemem metabolicznym CAM (ang. crassulacean acid metabolism). Powstający u tych roślin w czasie oddychania dwutlenek węgla, magazynowany jest w tkankach w postaci kwasów organicznych. Za dnia kwasy te ulegają rozkładowi na wodę i dwutlenek węgla, zużywany do fotosyntezy.
Przystosowanie do skrajnych i podobnych warunków ekologicznych powoduje, że wśród sukulentów występuje wiele przykładów konwergencji, czyli upodobnienia się roślin o różnym pochodzeniu (przynależności systematycznej).

## Występowanie
Sukulenty spotykane są niemal na całym świecie z wyjątkiem obszarów skrajnie chłodnych. Na obszarach pod wpływem klimatu umiarkowanego, ich występowanie ograniczają mroźne zimy, podczas których zamarzająca woda może rozrywać ściany komórkowe. Dlatego np. na ubogich, suchych siedliskach w warunkach środkowoeuropejskich niewielu jest przedstawicieli sukulentów (należą do nich rozchodnik i rojnik). Zdecydowanie najczęściej sukulenty występują na pustyniach i półpustyniach. Licznie rosną także sukulenty w luźnych i suchych lasach sawannowych, gdzie często drzewa należą właśnie do sukulentów. Na drzewach z kolei nierzadkie są sukulentowate epifity z rodziny storczykowatych i bromeliowatych. Epifityczne rośliny gruboszowate rosną także w strefie równikowej w wilgotnych lasach tropikalnych. Liczne sukulenty spotykane są także w górach, np. rodzaje Espeltia i Senecio występują na wysokościach przekraczających 4000 m n.p.m.

## Typologia sukulentów
Ze względu na miejsce magazynowania wody dzieli się sukulenty na trzy grupy:
- łodygowe (np. kaktusowate, liczne wilczomleczowate, trojeściowate, astrowate),
- liściowe (np. gruboszowate, aloes, agawa),
- korzeniowe (np. Pachypodium bispinosum[2], niektóre szczawiki, pelargonie[10]).

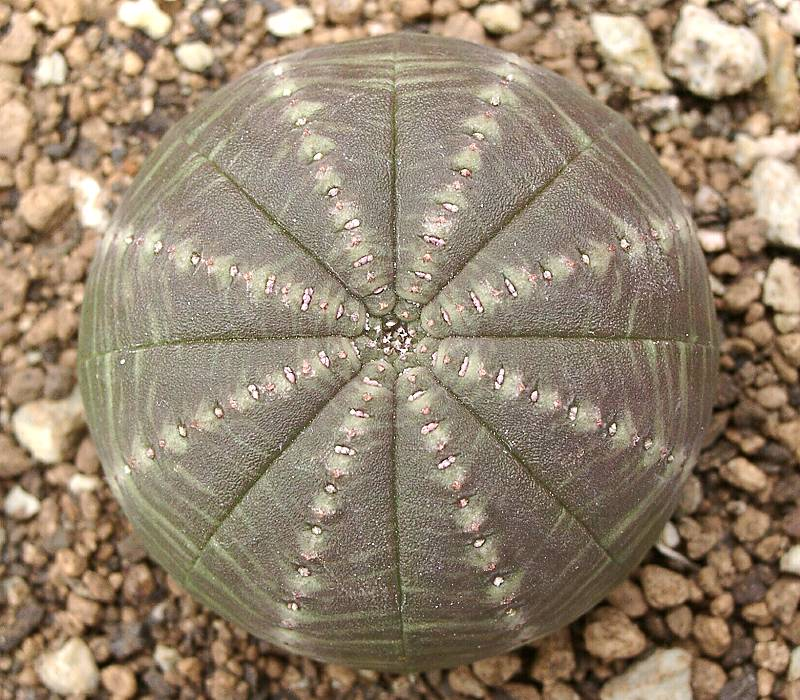
Przykład konwergencji wśród sukulentów: Euphorbia obesa (wilczomleczowate)
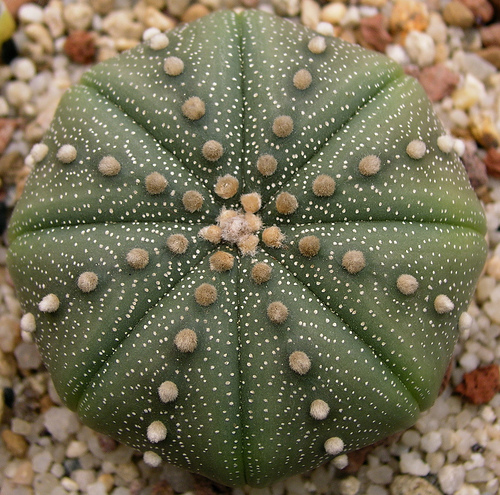
Astrophytum asterias (kaktusowate)